# Заповідник Еребуні

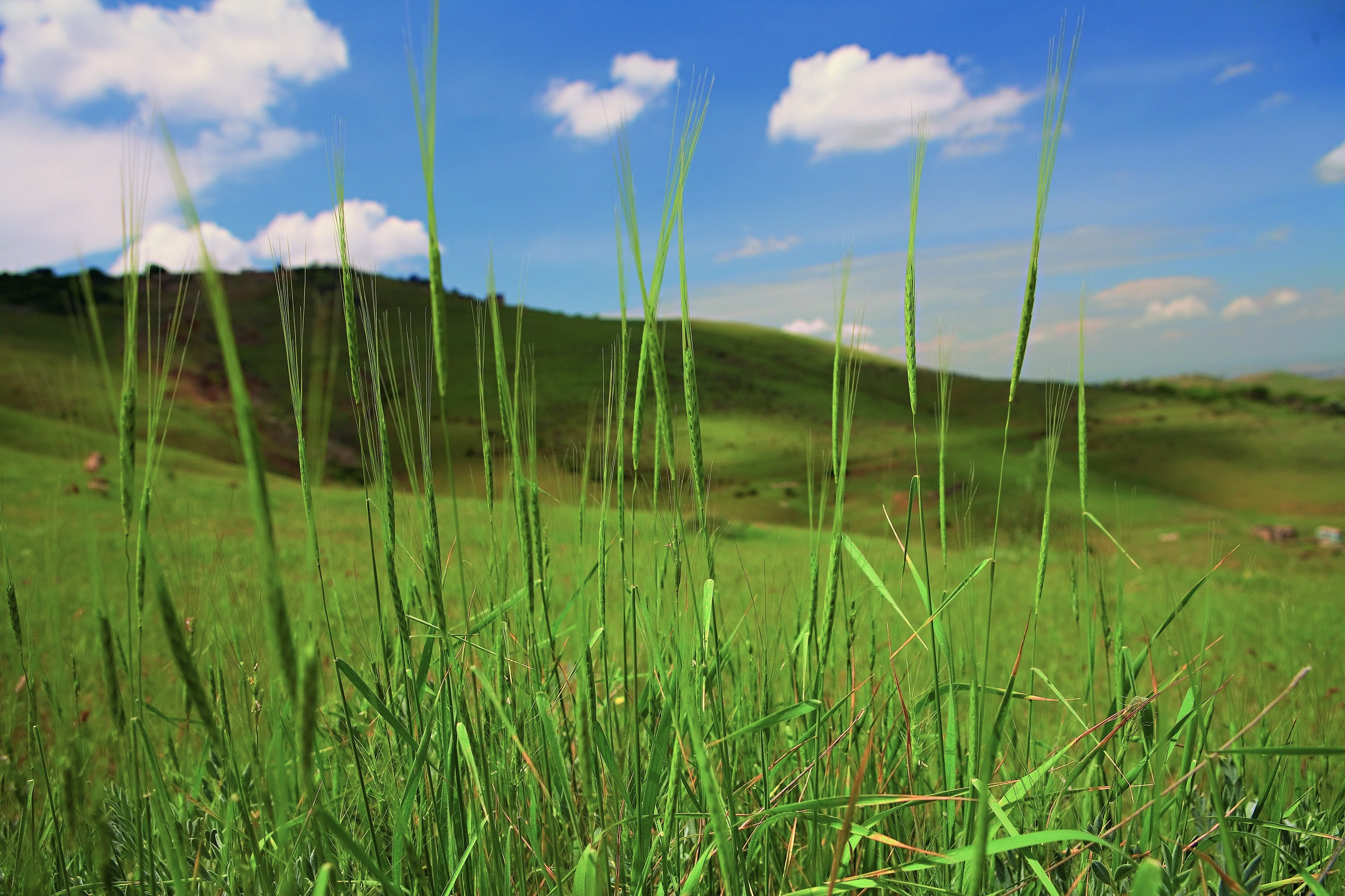
Дика пшениця Еребунійського заповідника — пшениця араратська (Triticum araraticum)

Еребунійський заповідник, або Заповідник Еребуні (вірм. «Էրեբունի» արգելոց) — заповідник у Вірменії, неподалік від Єревану, на кордоні Котайкської і Араратської областей, між селами Шорбулах і Гехадір. Це найменший заповідник у Вірменії. Був створений в 1981 р. на площі 89 га. Розташований на третинних червоних глинах, вік яких більше десятка мільйона років. Тут росте велика кількість ендеміків Вірменії і самого заповідника; зосереджені пишні зарості висотою 70-75 см, здалеку нагадує густе пшеничне поле.

## Опис
Ґрунти заповідника карбонатні, при цьому відсоток карбонатів збільшується з глибиною ґрунтового шару. За механічним складом ґрунти легкі суглинисті або кам'янисті малопотужні. Найчастіше зустрічаються гіпсоносні червоні або строкаті глини, з поверхні пухкі, м'які, комкувато-зернисті. Рельєф заповідника хвилястий, місцевість перетята ярами. Через велику сухість в середині літа частина рослинного покриву вигоряє.

## Клімат
Клімат в заповіднику різко континентальний, сухий. Середня річна температура дорівнює 11 °C, кількість опадів становить 300–350 мм. Зима малосніжна, переважає холодна похмура погода. Висота снігового покриву коливається в межах від 10 до 35 см. Зима настає в другій декаді листопада і закінчується в другій декаді березня. Середня температура повітря в січні становить −4°, абсолютний мінімум −31°. Весна нетривала, тепла, зазвичай волога. Літо тривале, жарке й сухе, з переважанням ясної погоди. Середня температура повітря становить +23°, максимальна 41°. Водойми на території заповідника відсутні.

## Флора
Флора заповідника як для такої невеликої території досить багата і різноманітна. Тут зустрічається 293 види судинних рослин, що відносяться до 197 родів і 46 родин. Найбільшими родинами за кількістю видів є складноцвіті (57 видів), потім бобові (33 види), злаки (30 видів), хрестоцвіті (26 видів), гвоздичні, зонтичні, губоцвіті, бурачникові, жовтецеві, норічникові і т. д. На частку 11 домінантних родин припадає близько 80% видового складу і понад 72% родів.
Основні види, що охороняються — дикі злакові рослини: ендеміки Вірменії — араратська (Triticum araraticum) і урартська (Triticum urartu) пшениці; пшениця беотійська (Triticum boeoticum), різні види егілопсів, тупочешуйник безостий (Amblyopyrum muticum), жито Вавілова (Secale vavilovii) та інші), а також види, занесені до Червоної книги: касатик сітчастий, корнеголовник східний (Rhizocephalus orientalis), гогенакерія безстебельна (Hohenackeria excapa), гунделія Турнефора. Є ендеміки Кавказу, серед яких: актінолема крупночашечкова (Actinolema macrolema), шовіція (Szovitsia callicarpa), цикорій залозистий (Cichorium glandulosum). Також зустрічаються: ірис сітчастий (Iris reticulata) та ірис елегантний (Iris elegantissima).
Для багатьох з них Еребунійський заповідник є єдиною «точкою» ареалу у Вірменії, на Кавказі і навіть на пострадянському просторі. З чотирьох видів дикої пшениці, що трапляється в усьому світі, тут охороняються три вищеперелічені види. Всього тут зустрічається більше 100 різновидів пшениці.

Мені доводилося вивчати численні країни, які прийнято вважати стародавніми землеробськими, однак більш багату, більш цікаву місцевість, ніж Шорбулах, важко знайти. Я запропонував би обов'язково виділити тут ділянку, площею 50-100 га, забезпечити особливий догляд за ним, щоб зберігся цей цікавий документ світового значення
— Микола Вавілов
Флора заповідника багата лікарськими, їстівними, фарбувальними та іншими цінними рослинами.

## Фауна

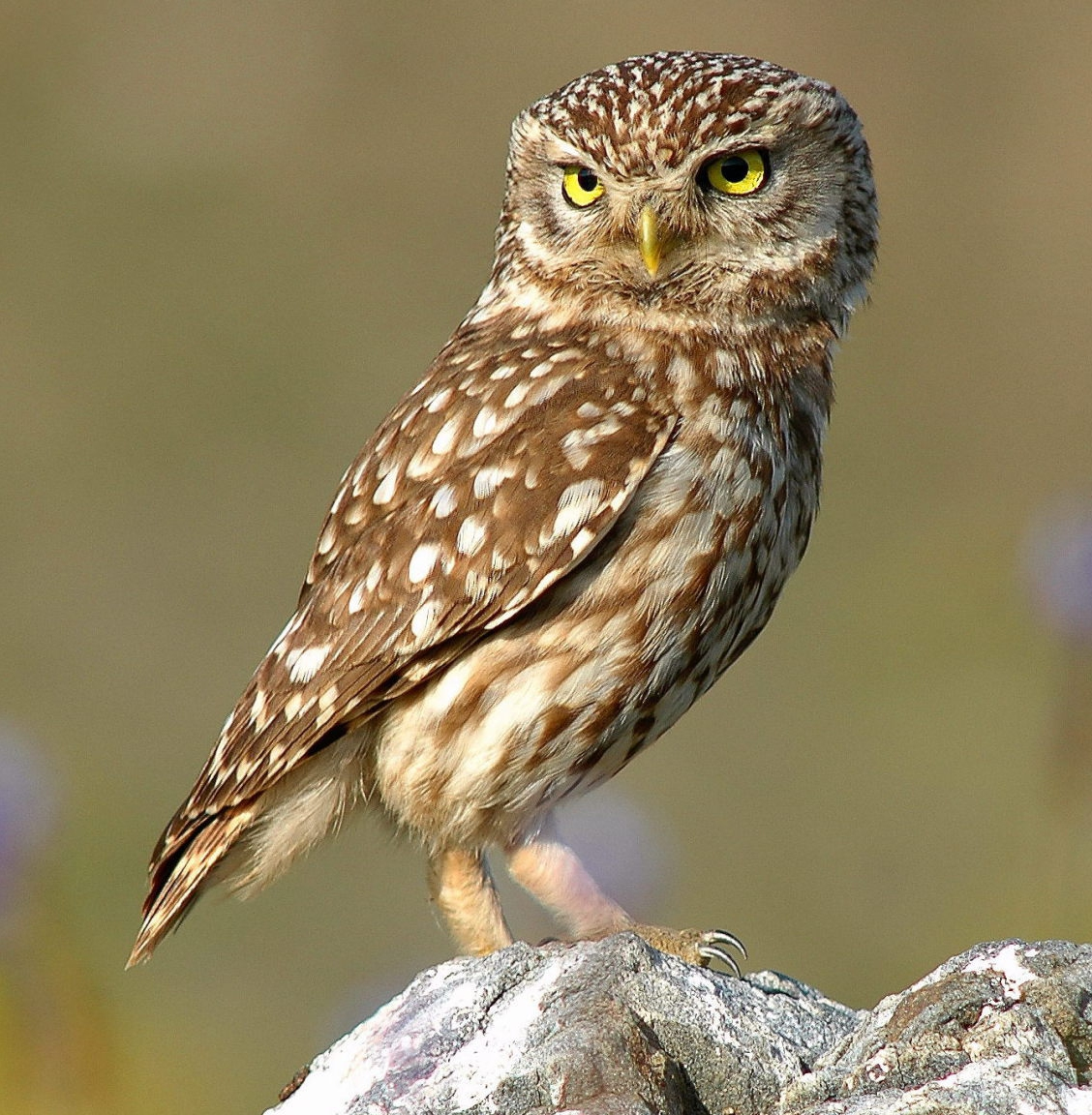
Сич хатній (Athene noctua), що мешкає на території заповідника

За даними вірменського біолога А. Л. Агасяна, в заповіднику мешкають: 
- змії: гюрза (Macrovipera lebetina), ящіркова змія (Malpolon monspessulanus), удавчик західний (Eryx jaculus), комірцевий (Eirenis collaris) і вірменський (Eirenis punctatolineatus) ейреніси, різнобарвний (Hemorrhois ravergieri), оливковий (Platyceps najadum) і жовточеревий (Dolichophis caspius) полози;
- ящірки: агама кавказька (Laudakia caucasia), жовтопузик (Pseudopus apodus), закавказька ящурка (Eremias pleskei) і ящурка Штрауха (Eremias strauchi), смугаста (Lacerta strigata) і середня (Lacerta media) ящірки. На кам'янистих сухих схилах з порівняно щільним трав'яним покровом і серед фриганоїдної рослинності зустрічаються золотиста мабуя (Trachylepis aurata), яскраво пофарбований довгоногий сцинк (Eumeces schneideri) і струнка змійоголовка (Ophisops elegans).

У заповіднику також поширені: каспійська черепаха (Mauremys caspica), озерна жаба (Pelophylax ridibundus), зелена жаба (Bufo viridis), квакша і часничниця сирійська (Pelobates syriacus; занесена до Червоної книги колишнього СРСР).
Орнітофауна досить різноманітна, але точних відомостей про види птахів, що тут гніздяться немає. За даними М. Адамяна, в заповіднику налічується близько 50 видів горобиних птахів, а також перепілка звичайна (Coturnix coturnix), кеклик азійський (Alectoris chukar armenica) і куріпка сіра (Perdix perdix), горлиця звичайна (Streptopelia turtur), боривітер звичайний (Falco tinnunculus), лунь степовий (Circus macrourus), сич хатній (Athene noctua), дрімлюга (Caprimulgus europaeus), сиворакша (Coracias garrulus) та ін.
Звичайні види ссавців заповідника — лисиця звичайна і ласка (Mustela nivalis). Ще в середині 70-х років тут була звичайна куниця кам'яна, полювала навіть на домашніх голубів. Тепер куниці в заповіднику рідкісні; ще рідше зустрічаються вовк і борсук європейський.
Численна полівка звичайна (Microtus arvalis), рідкісна снігова полівка (Microtus nivalis). Крім того, зустрічаються піщанка перська (Meriones persicus) і піщанка Виноградова (Meriones vinogradovi), лісова миша (Apodemus microps) і гірський сліпачок (Ellobius lutescens).

## Стан
У даний час заповідник перебуває в досить занедбаному стані.